# Linha Sul do Sistema de Trens Urbanos de Natal
A Linha Sul (Natal ↔ Nísia Floresta) é uma das linhas do Sistema de Trens Urbanos de Natal. É administrada pela Companhia Brasileira de Trens Urbanos (CBTU).

## Estações
| Nome                | Município          | Latitude     | Longitude     |
| ------------------- | ------------------ | ------------ | ------------- |
| Natal               | Natal              | 5° 46' 49" S | 35° 12' 23" O |
| Alecrim II          | Natal              | 5° 47' 40" S | 35° 13' 24" O |
| Padre João Maria    | Natal              | 5° 48' 11" S | 35° 13' 37" O |
| Bom Pastor          | Natal              | 5° 48' 40" S | 35° 14' 6" O  |
| Cidade da Esperança | Natal              | 5° 49' 20" S | 35° 14' 34" O |
| Prómorar            | Natal              | 5° 49' 57" S | 35° 14' 44" O |
| Pitimbu             | Natal              | 5° 50' 43" S | 35° 14' 43" O |
| Cidade Satélite     | Natal              | 5° 51' 15" S | 35° 14' 52" O |
| Jardim Aeroporto    | Parnamirim         | 5° 52' 57" S | 35° 15' 18" O |
| Parnamirim          | Parnamirim         | 5° 54' 55" S | 35° 15' 28" O |
| Boa Esperança       | Parnamirim         |              |               |
| Cajupiranga         | Parnamirim         |              |               |
| Bonfim              | São José de Mipibu |              |               |
| São José de Mipibu  | São José de Mipibu |              |               |
| Nísia Floresta      | Nísia Floresta     |              |               |